# Сапаян
Сапаян (ісп. Zapayán), також відомий як Пунта-де-П'єдрас - місто і муніципалітет на півночі Колумбії, на території департаменту Магдалена.

## Історія
Поселення, з якого пізніше виросло місто, було засновано в 1800 році. Муніципалітет Сапаян був виділений в окрему адміністративну одиницю в 2000 році.

## Географія

Муніципалітет Сапаян

Місто розташоване в західній частині департаменту, на північно-східному березі озера Сапаян, на відстані приблизно 128 кілометрів на північний захід від Санта-Марти , адміністративного центру департаменту Магдалена. Абсолютна висота - 18 метрів над рівнем моря . 

Муніципалітет Сапаян межує на заході з територіями муніципалітетів Серро-Сан-Антоніо, Конкордія і Педраса, на півночі - з муніципалітетом Ель-Піньйон, на сході - з муніципалітетом Чиболо, на півдні - з муніципалітетом Тенерифе, на південному заході - з територією департаменту Болівар. Площа муніципалітету становить 353 км²  .

## Населення
За даними Національного адміністративного департаменту статистики Колумбії, сукупна чисельність населення міста і муніципалітету в 2015 році становила 8801 осіб .
Динаміка чисельності населення муніципалітету за роками:
| 2005 | 2006 | 2007 | 2008 | 2009 | 2010 | 2011 | 2012 | 2013 | 2014 | 2015 |
| ---- | ---- | ---- | ---- | ---- | ---- | ---- | ---- | ---- | ---- | ---- |
| 8642 | 8656 | 8658 | 8673 | 8688 | 8699 | 8714 | 8737 | 8749 | 8785 | 8801 |

Згідно з даними перепису 2005 року чоловіки становили 54,4% від населення Сапаяну, жінки - відповідно 45,6%. У расовому відношенні білі і метиси становили 99,3% від населення міста; негри, мулати і райсальці - 0,7% .
Рівень грамотності серед всього населення становив 72,5%.

## Економіка
Основу економіки Сапаяну становить сільськогосподарське виробництво. 

51,6% від загального числа міських і муніципальних підприємств складають підприємства торгівлі, 22,6% - підприємства обслуговування, 24% - промислові підприємства, 1,8% - підприємства інших галузей економіки .